# Beaulencourt British Cemetery
Beaulencourt British Cemetery is een Britse militaire begraafplaats met gesneuvelden uit de Eerste Wereldoorlog, gelegen in de Franse gemeente Ligny-Thilloy (departement Pas-de-Calais). De begraafplaats werd ontworpen door Edwin Lutyens en ligt langs de weg naar Beaulencourt op bijna twee kilometer ten oosten van het centrum van de gemeente (Église Notre-Dame). Het terrein ligt hoger dan het straatniveau en heeft een rechthoekig grondplan met een oppervlakte van 2.917 m². De begraafplaats wordt aan drie zijden afgebakend door een natuurstenen muur. De open toegang bevindt zich in de zuidoostelijke hoek. Centraal tegen de oostelijke muur staat de Stone of Remembrance op een hoger terras (tien treden) dat op de vier hoeken wordt gemarkeerd met bloembakken. Aan de tegenoverliggende westelijke muur staat het Cross of Sacrifice.
Er liggen 736 doden graven waaronder er 427 niet geïdentificeerde. 
De begraafplaats wordt onderhouden door de Commonwealth War Graves Commission. . 

## Geschiedenis
De begraafplaats werd oorspronkelijk aangelegd door de 3rd, de 4th, de 43rd en de 58th Casualty Clearing Stations, die vanaf september 1918 op verschillende tijdstippen in de gemeente werden opgericht. De overleden slachtoffers uit deze veldhospitalen werden in de perken I, rij A tot D begraven. Na de wapenstilstand werd de begraafplaats uitgebreid door de concentratie van graven uit de naburige slagvelden en uit enkele ontruimde begraafplaatsen, waaronder: Beaulencourt Churchyard (2 doden), de twee Duitse militaire begraafplaatsen in Beaulencourt (samen 50 doden die deels naar de Beaulencourt British Cemetery en deels naar Favreuil werden overgebracht) en Grevillers German Cemetery (24 doden) in Grévillers.
Onder de geïdentificeerde slachtoffers zijn er 209 Britten, 80 Nieuw-Zeelanders, 29 Australiërs, 3 Canadezen, 1 Zuid-Afrikaan, 1 Indiër en 14 Chinezen (tewerkgesteld bij het Chinese Labour Corps).
Voor 21 Britten werden Special Memorials opgericht omdat hun graven niet meer teruggevonden werden en men vermoedt dat ze onder naamloze grafzerken liggen.

### Onderscheiden militairen
- Nigel D.R. Hunter, kapitein bij de Royal Engineers werd tweemaal onderscheiden met het Military Cross (MC and Bar).
- majoor N.G.M. Mason (Royal Field Artillery) en de kapiteins Erasmus Baxter (New Zealand Rifle Brigade), B. Catling (Royal Field Artillery) en Charles Ethelbert Gribble (Leicestershire Regiment) werden onderscheiden met het Military Cross (MC).
- J. Robertson, compagnie sergeant-majoor bij de Seaforth Highlanders werd onderscheiden met de Distinguished Conduct Medal (DCM).
- sergeant P. Campbell (Royal Fusiliers) werd tweemaal onderscheiden met de Military Medal (MM and Bar).
- nog 10 militairen werden onderscheiden met de Military Medal (MM): de sergeanten Arthur Mundell, James Alexander Mackay en W. Batchelor, de korporaals Peter Calder Durward, W. Newton en Robert Roberts en de soldaten V. Holland, L. Cutler, W.T. Clements en B. Chennell.